# 글로리아 그루브
글로리아 그루브(Gloria Groove, 1995년 1월 18일 ~ )는 브라질의 싱어송라이터, 래퍼, 배우, 드래그 퀸이다.

## 음반 목록
- O Proceder (2017)
- Lady Leste (2022)